# Basilica di San Luigi Maria Grignion de Montfort
La basilica di San Louis-Marie Grignion de Montfort è una basilica cattolica a Saint-Laurent-sur-Sèvre, un comune francese situato nel dipartimento della Vandea nella regione dei Paesi della Loira.
Centinaia di pellegrini ogni anno giungono alla basilica per pregare presso i sepolcri di san Louis-Marie Grignion de Montfort e della beata Marie-Louise Trichet.
Il 19 settembre 1986 papa Giovanni Paolo II visitò la basilica dove meditò e pregò presso le due tombe, dopo aver firmato la lettera apostolica Rosarium Virginis Mariae che indicava san Louis-Marie de Montfort come esempio della mariologia della scuola spirituale francese.